# Kazan Grand Slam 2021
Il Kazan Grand Slam 2021 si è tenuto a Kazan', in Russia dal 5 al 7 maggio 2021 ed è stata la sesta tappa dell'IJF World Tour 2021. È stata l'unica edizione disputata del Kazan Grand Slam.

## Risultati
Tutti i medagliati del torneo.
| Categorie donne | Oro                | Argento              | Bronzo                              |
| --------------- | ------------------ | -------------------- | ----------------------------------- |
| - 48 kg         | Funa Tonaki        | Irina Dolgova        | Francesca Milani Irena Khubulova    |
| - 52 kg         | Uta Abe            | Astride Gneto        | Evelyne Tschopp Ana Perez Box       |
| - 57 kg         | Hélène Receveaux   | Daria Kurbonmamadova | Theresa Stoll Marica Persic         |
| - 63 kg         | Agata Ozdoba-Blach | Ketleyn Quadros      | Ekaterina Valkova Sanne Vermeer     |
| - 70 kg         | Madina Taimazova   | Giovanna Scoccimarro | Anna Bernholm Chizuru Arai          |
| - 78 kg         | Anna-Maria Wagner  | Natascha Ausma       | Anastasiya Turchyn Luise Malzahn    |
| + 78 kg         | Romane Dicko       | Maryna Slutskaya     | Beatriz Souza Maria Suelen Altheman |

| Categorie uomini | Oro                     | Argento             | Bronzo                               |
| ---------------- | ----------------------- | ------------------- | ------------------------------------ |
| - 60 kg          | Lukhumi Chkhvimiani     | Robert Mshvidobadze | Ramazan Abdulaev Dauren Syukenov     |
| - 66 kg          | Murad Chopanov          | Dzmitry Minkou      | Yesset Kuanov Yakub Shamilov         |
| - 73 kg          | Makhmadbek Makhmadbekov | Ayub Khazhaliev     | Nugzari Tatalashvili Victor Scvortov |
| - 81 kg          | Attila Ungvari          | Alan Khubetsov      | Lee Sung-Ho Murad Fatiyev            |
| - 90 kg          | Sanshiro Murao          | Eduard Trippel      | Luka Maisuradze Nemanja Majdov       |
| - 100 kg         | Simeon Catharina        | Arman Adamian       | Cho Gu-ham Niyaz Bilalov             |
| + 100 kg         | Tamerlan Bashaev        | Rafael Silva        | Johannes Frey David Moura            |

## Medagliere
| Nr.                          | Nazione                      | Oro | Argento | Bronzo | Totale |
| ---------------------------- | ---------------------------- | --- | ------- | ------ | ------ |
| 1                            | Russia                       | 4   | 6       | 5      | 15     |
| 2                            | Giappone                     | 3   | 0       | 1      | 4      |
| 3                            | Francia                      | 2   | 1       | 0      | 3      |
| 4                            | Germania                     | 1   | 2       | 3      | 6      |
| 5                            | Paesi Bassi                  | 1   | 1       | 1      | 3      |
| 6                            | Georgia                      | 1   | 0       | 2      | 3      |
| 7                            | Ungheria                     | 1   | 0       | 0      | 1      |
| 7                            | Giappone                     | 1   | 0       | 0      | 1      |
| 8                            | Brasile                      | 0   | 2       | 3      | 5      |
| 9                            | Bielorussia                  | 0   | 2       | 0      | 2      |
| 10                           | Corea del Sud                | 0   | 0       | 2      | 2      |
| 10                           | Kazakistan                   | 0   | 0       | 2      | 2      |
| 10                           | Serbia                       | 0   | 0       | 2      | 2      |
| 11                           | Azerbaigian                  | 0   | 0       | 1      | 1      |
| 11                           | Italia                       | 0   | 0       | 1      | 1      |
| 11                           | Spagna                       | 0   | 0       | 1      | 1      |
| 11                           | Svezia                       | 0   | 0       | 1      | 1      |
| 11                           | Svizzera                     | 0   | 0       | 1      | 1      |
| 11                           | Stati Uniti                  | 0   | 0       | 1      | 1      |
| 11                           | Ucraina                      | 0   | 0       | 1      | 1      |
| Totale 20 nazioni medagliate | Totale 20 nazioni medagliate | 14  | 14      | 28     | 56     |

Fonte